# کراتسبورگ
کراتسبورگ (به آلمانی: Kratzeburg) یک شهر در آلمان است که در Mecklenburgische Seenplatte District واقع شده‌است. کراتسبورگ ۵۲۷ نفر جمعیت دارد.